# 洪堡的礼物
《洪堡的礼物》（英語：Humboldt's Gift）是诺贝尔文学奖获得者索尔·贝娄的长篇小说，写于1975年，次年获普利策奖。
此部小说是索尔·贝多对他本人和美国诗人德爾莫·施瓦茨之间友谊的真实描写。小说还探索了在美国物质社会中艺术和权力二者变幻莫测的联系。

## 情节
先锋派作家冯·洪堡·弗莱谢尔（Von Humboldt Fleisher）在20世纪30年代红极一时，“我”在那时是他的崇拜者。40代末，洪堡就过时了，而到了50年代，“我”成为了新兴作家。潦倒的洪堡常常借机攻击“我”。他一开始是激进的列宁主义者，后来又变成斯大林的强烈反对者。洪堡预言斯蒂文森将当总统，但没有言中。他日益沉溺于种种疯狂行为，如策划暴动，抢“我”的钱，还常用药品麻醉自己。60年代，洪堡终于因心脏病死在一条巷子里。
洪堡死时给“我”留了一封长信，里面有一个剧本的提纲，是关于诺比尔、阿蒙森和食人者考夫多。几年后，出了一部轰动的电影《考多夫雷多》，后来经过打官司，证明它盗用了“我”和洪堡的剧本。“我”获赔8万，从破产的阴影中挣脱。在一个温暖的四月，“我”和洪堡的舅舅安葬了洪堡。

## 參註
1. ↑   Modern first editions – a set on Flickr